# إد ميرفي
إد ميرفي (بالإنجليزية: Ed Murphy) (6 نوفمبر 1930 المملكة المتحدة - ) هو لاعب كرة قدم أمريكي يلعب كمهاجم، شارك في الألعاب الأولمبية الصيفية 1956.

## روابط خارجية
- إد ميرفي على موقع ناشيونال فوتبول تيمز (الإنجليزية)
- إد ميرفي على موقع اللجنة الأولمبية الدولية (الإنجليزية)
- إد ميرفي على موقع أوليمبيديا (الإنجليزية)